# 20 エクスチェンジ・プレイス
20 エクスチェンジ・プレイス（英語: 20 Exchange Place）は、ニューヨーク市マンハッタン区フィナンシャル・ディストリクトにある59階建てのアール・デコ調の建物である。以前は、シティ・バンク・ファーマーズ・トラスト・ビルディング（City Bank-Farmers Trust Building）としても知られている。

## 概要
20 エクスチェンジ・プレイスは、シティグループの前身である、合併前のシティ・バンク・オブ・ニューヨークとファーマーズ・ローン・アンド・トラスト・カンパニーが1930年から1931年にかけて建造した。建物は、1956年まで会社の本部として使用されており、1979年に売られた。
建物は、クロス・アンド・クロス建築事務所によって設計された。クロス・アンド・クロスは、建物は特別な建築様式はないと評しているが、当時、最小のアール・デコ調で飾られた「モダン・クラシック」と評価されていた。オリジナルの設計は、1929年のもので、ピラミッド形の頂上も含めた846.4フィート (258.0 m)は、当時、世界で最も高い建物であった。世界恐慌を背景に、9,500,000$の費用がかかり、高さ741-フート (226 m)の建物はニューヨーク市で当時、4番目に高かった。建物は1970年まで、ニューヨークで最も高い建築物のトップ10に入っていた。今日でもビルは未だに、ダウンタウン・マンハッタンでは6番目に高く、ニューヨーク市では27番目に高い建物であり、超高層ビルの中でも有名なビルの1つである。
1996年には、建物はニューヨーク市歴史建造物保存委員会によって、市歴史建造物に選ばれた。2006年には、映画『インサイド・マン』で、「マンハッタン・トラスト銀行」の架空の支店として登場した。また、2009年の『FRINGE/フリンジ』のエピソード『記憶』では、いくつかの銀行として登場した。さらに、建物は映画『ウォール街』にも登場する。
建物の16階から57階までは、マンハッタン開発者と不動産経営者のメトロ・ロフト・マネージメントにより、商業スペースから住居に改装された。改装では、外観の汚れて黒くなったレンガを掃除するなどして、もともとの白に戻された。

## 有名な居住者
- アンナ・チャップマン [8]